# Næstved Stadion
Das Næstved Stadion (Sponsorenname Tintshop Park) ist ein Fußballstadion in der dänischen Stadt Næstved. Es ist die Heimspielstätte des Fußballverein Næstved BK. Die Anlage wurde 1944 mit einer Kapazität von 20.000 Plätzen eröffnet. Nachdem es 2002 renoviert wurde, hatte es nur noch 10.000 Plätze, wovon 2.300 an der Haupttribüne überdacht sind. Der Zuschauerrekord wurde am 16. November 1980 aufgestellt, als 20.315 Zuschauer im Stadion waren.